# Cadena respiratòria

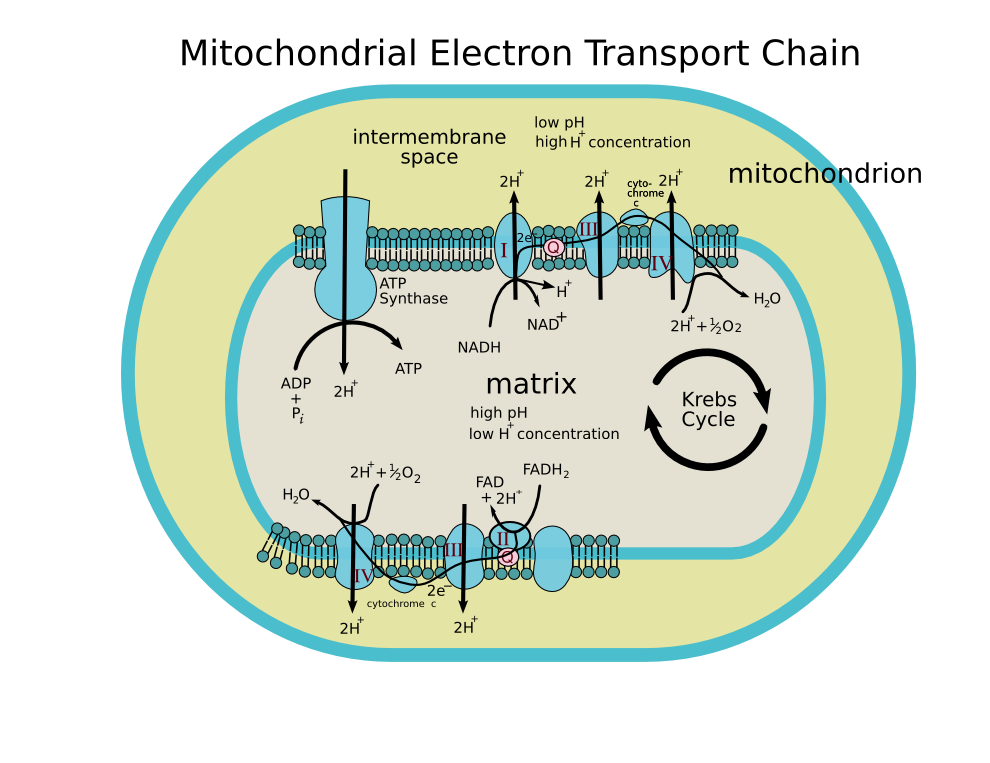
La cadena respiratòria mitocondrial.

La cadena respiratòria o altrament anomenada cadena de transport d'electrons defineix la successió de reaccions químiques que tenen lloc al llarg d'una sèrie de complexs proteics localitzats a la membrana mitocondrial interna dels mitocondris de cèl·lules eucariotes, mitjançant les quals té lloc la reoxidació dels equivalents reduïts durant el catabolisme cel·lular i la generació del potencial electroquímic de protons que permetrà la síntesi d'ATP mitjançant la fosforilació oxidativa.

Cadena de transport electrònic fotosintètica de la membrana tilacoidal.

Hi ha també cadenes de transport electrònic semblants, així com força diferents, en el regne procariota localitzades a la membrana plasmàtica dels bacteris a través de les quals s'obté també energia en forma d'ATP. També es parla de cadena de transport electrònic referint-se al transport d'electrons que té lloc a la membrana tilacoidal, dels cloroplasts de cèl·lules eucariotes autòtrofes.

## Fonament
En les cèl·lules eucariotes el mitocondri és el centre de producció d'energia en condicions aeròbiques. Mitjançant el complex sistema enzimàtic OXPHOS (terme amb què es designa el conjunt dels complexos de la cadena respiratòria i la fosforilació oxidativa) els mitocondris aprofiten l'energia oxidativa provinent del catabolisme cel·lular per emmagatzemar-la en forma d'enllaç fosfodièster.
Els NADH i FADH₂ resultants del metabolisme cel·lular cedeixen els electrons als complexos de la cadena respiratòria, d'aquesta manera són reoxidants i poden ser emprats de nou en les reaccions oxidatives cel·lulars que els requereixen. Els electrons cedits seran transferits d'un complex al següent fins a reduir l'O₂ (acceptor final) a H₂O.
Complexos que conformen la cadena respiratòria
- Complex I o NADH deshidrogenasa
- Complex II o Succinat deshidrogenasa
- Complex III o Coenzim Q: citocrom c – reductasa
- Complex IV o Citocrom c oxidasa

La transferència d'electrons d'un complex de major a un de menor potencial redox proporciona l'energia necessària per a translocar protons de la matriu mitocondrial a l'espai intermembrana, generant el gradient de protons o gradient electroquímic que serà emprat per l'ATPsintasa per a formar ATP en el procés anomenat fosforilació oxidativa